# Hydraena queenslandica
Hydraena queenslandica är en skalbaggsart som beskrevs av Perkins 2007. Hydraena queenslandica ingår i släktet Hydraena och familjen vattenbrynsbaggar. Inga underarter finns listade i Catalogue of Life.